# 타임 코스모스
타임 코스모스는 아기공룡 둘리에 등장하는 타임머신이다.

## 특징
바이올린 모양을 하고 있으며, 소유자는 도우너이다.

## 기능
시간 여행 뿐만 아니라 다양한 기능도 있다.
- 시간 여행 ※ 도우너가 사용하는 기능이다. 흔하게 알려져 있다.
- 나이 변화 ※ 2008년판 둘리 7화에서 둘리가 연주하자, 고길동의 나이를 어리게 만들어 버렸다.
- 시간 알림 기능 ※ 1987년 둘리 6화, 2008년판 둘리 4화에서 도우너에게 시간을 알려주는데, 5분내로 돌아가야 한다고 알려주어 도우너를 당황하게 만들었다.

### 구동 방식
도우너의 연주와 '깐따삐야'라는 구호로 구동한다.
이 기능들과는 별개로 파리채로 한 대 때려도 제대로 구동한다.

## 작중 행적
원판, 애니메이션판(1987년/2008년), 극장판 모두 동일하게 도우너가 타고 가던 중에 지구로 추락했는데, 희동이가 발견한 후 헤집어놓아 도우너가 울분을 터뜨려 벽을 파괴했다.

### 1987년판 애니메이션
1. '과거로의 여행' 편에선 희동이가 파손시킨 것 외에는 아무런 손상이 없었다. 5분내에 돌아가야 한다는 알림을 도우너에게 알려주었다.
2. '꼴뚜기별의 왕자님' 편에서는 잠시 고장이 났다가 희동이가 파리채로 구타하여 정상 작동한다. 우주에 갇혀 있을 때도 희동이가 또 구타해서 다시 정상 작동했다.

### 2008년판 애니메이션
1. '타임코스모스 여행' 편에서는 구판과 동일하나 초반부는 다른데, 희동이가 자신은 데려다줄 수 없다는 도우너를 할퀴는 장면이 나왔다.(이는 이전의 극장판과 동일하다.)
2. '골두기별의 왕자님'[내용주 1] 편에서는 둘리가 보물을 찾으러 출발하기 위해 함부로 구동하나, 도우너가 구동하고 희동이가 때리자 제대로 구동된다.

### 극장판 (얼음별 대모험)
도우너가 구동하지만 문제없이 잘 구동되었다. 그러나 도우너는 고길동과 또치의 추격전을 타임 코스모스의 고장으로 오인해 뿅망치를 꺼내어 강제로 정상화시킨다. 다만 둘리가 집에 가겠다고 도우너의 허락 없이 함부로 조작하여 얼음별로 돌진하게 된다.

## 기타
도우너가 미래로도 갈 수 있다고 소개했지만 정작 둘리 일행은 이 타임머신으로 미래로는 가지 못했다. 참고로 소유주인 도우너 본인도 미래로 가지는 못했다.
이 타임머신을 주제로 한 노래도 있다.